# Ranson (Virginie-Occidentale)
Pour les articles homonymes, voir Ranson.
Ranson est une ville américaine située dans le comté de Jefferson en Virginie-Occidentale.
Selon le recensement de 2010, Ranson compte 4 440 habitants. La municipalité, incorporée en 1910, s'étend sur 8,05 milles carrés (20,85 km2).
La ville doit son nom à la famille Ranson, propriétaire des terres où elle fut fondée.

## Démographie
| Groupe            | Ranson | Virginie-Occidentale | États-Unis |
| ----------------- | ------ | -------------------- | ---------- |
| Blancs            | 74,3   | 93,9                 | 72,4       |
| Noirs             | 14,1   | 3,4                  | 12,6       |
| Autres            | 5,8    | 0,4                  | 6,2        |
| Métis             | 4,2    | 1,5                  | 2,9        |
| Asiatiques        | 1,4    | 0,7                  | 4,8        |
| Amérindiens       | 0,2    | 0,2                  | 0,9        |
| Total             | 100    | 100                  | 100        |
|                   |        |                      |            |
| Latino-Américains | 12,1   | 1,2                  | 16,7       |

Selon l'American Community Survey, pour la période 2011-2015, 87,05 % de la population âgée de plus de 5 ans déclare parler l'anglais à la maison, 8,83 % déclare parler l'espagnol, 2,77 % le vietnamien et 1,36 % une autre langue.